# 極西部開発区域

極西部開発区域（सुदुर पश्चिमाञ्चल विकास क्षेत्र）は、2015年までネパールにあった開発区域の一つ。唯一、二つの県より成り立っていた。
- マハカリ県（■）
- セティ県（■）